# Sociedad de la Guillotina
La Sociedad de la Guillotina (en japonés ギロチン社, Girochin-sha) fue un grupo anarquista ilegalista fundado en Japón en 1922 por los activistas Tetsu Nakahama, Daijirō Furuta y Genjirō Muraki, entre otros.

## Historia
En octubre de 1923 miembros de la Sociedad de la Guillotina, entre ellos Daijirō Furuta, asaltan un banco con la intención de conseguir fondos para sus acciones ilegales. Durante el asalto es muerto un bancario, Furuta consigue huir, pero ocho de sus cómplices terminan presos. 
En 1924 Tetsu Nakahama y otros intentan asesinar al presidente de la empresa Kanebo, el intento resulta malogrado y el grupo es arrestado. En septiembre de ese mismo año la Sociedad de la Guillotina lleva a cabo dos atentados contra la vida del general Masatarō Fukuda como venganza por el asesinato del anarquista Ōsugi Sakae. Actuando bajo las órdenes secretas emitidas por el príncipe Hirohito, Fukuda había comandado personalmente las tropas que habían asesinado a Ōsugi y a su compañera anarquista feminista Ito Noe, y su sobrino de apenas seis años. Luego de sus asesinato, sus cuerpos fueron lanzados a un pozo.
En la primera tentativa uno de los antiguos amigos de Ōsugi, Kyūtarō Wada, disparó sobre Fukuda apenas hiriéndolo. En el segundo intento la casa de Fukuda sufrió un atentado con bomba por Genjirō Muraki y Furuta, aunque el general no estaba en casa en la ocasión.
El ataque fue seguido por una explosión contra un puesto policial, otra contra una línea ferroviaria y la entrega de una carta bomba en la casa de Fukuda. Cuando los miembros de la Sociedad fueron eventualmente presos, la policía torturó continuamente a uno de los primeros sospechosos hasta obtener toda la información que precisaba para localizar a los otros. Tanto Wada como Furuta acabaron presos.
Un año después, el 10 de septiembre de 1925 Furuta fue juzgado y condenado a muerte por conspiración contra el estado y por el asesinato del bancario en 1923 siendo ahorcado el día 15 de octubre de 1926. También en 1926 Tetsu Nakahama (conocido como Makoto Temioka) fue capturado y ejecutado por crímenes contra el gobierno, por el asesinato del bancario y por conspiración contra el príncipe Hirohito.
En 1928 Wada se suicida en la prisión. Había sido juzgado y sentenciado a prisión perpetua.